# Kirsebom
Kirsebom är ett efternamn. 

## Personer
- Bjarne Kirsebom (född 1946), svensk ämbetsman
- Lisa Kirsebom (född 1975), svensk journalist och författare
- Vendela Kirsebom (född 1967), norsk-svensk fotomodell, programledare och skådespelare